# Edwardsina plicata
Edwardsina plicata är en tvåvingeart som beskrevs av Peter Zwick 1977. Edwardsina plicata ingår i släktet Edwardsina och familjen Blephariceridae. Inga underarter finns listade i Catalogue of Life.